# 1673 год в науке
В 1673 году произошли различные научные и технологические события, некоторые из которых представлены ниже.

## События
- Лейбниц построил оригинальный арифмометр. В Лондоне он был принят в члены Лондонского королевского общества, узнал о существовании математического анализа Ньютона и начал развитие собственной версии анализа.

## Публикации
- Голландский физик и математик Христиан Гюйгенс опубликовал второе, расширенное трактата «Horologium Oscillatorium sive de motu pendulorum an horologia aptato demonstrationes geometrica», посвящённое теории маятника и разнообразным математическим проблемам (первое издание было в 1658 году). В русских источниках трактат обычно кратко называют «Часы с маятником». Этот труд сразу стал классическим и существенно продвинул кинематику ускоренного движения и аналитическую геометрию; в частности, он оказал огромное влияние на молодого Ньютона[1].
- Английский математик Джон Керси опубликовал первый том своего главного труда «Начала математического искусства, обычно именуемые алгеброй» (The Elements of that Mathematical Art Commonly Called Algebra, второй том вышел в следующем году). Монография была несколько раз переиздана и оказала влияние на развитие алгебры. В последнее её издание были в качестве приложения помещены «Геометрические лекции» Эдмунда Галлея[2].
- Голландский натуралист Антони ван Левенгук начал публикацию в журнале Лондонского королевского общества «Philosophical Transactions of the Royal Society» серии своих биологических наблюдений с помощью собственноручно им построенного 300-кратного микроскопа. Серия публиковалась на протяжении почти 50 лет. В своих заметках Левенгук первым (независимо от Сваммердама) открыл эритроциты, описал бактерии, простейших, чешуйки эпидермиса кожи, зарисовал сперматозоиды, строение глаз насекомых и мышечных волокон, открыл инфузории и описал многие их формы[3].

## Родились
См. также: Категория:Родившиеся в 1673 году
- 10 августа — Иоганн Конрад Диппель (умер в 1734 году), немецкий врач, алхимик и оккультист.

## Скончались
См. также: Категория:Умершие в 1673 году
- 17 августа — Ренье де Грааф (род. в 1641 году), голландский врач.